# 長府警察署
長府警察署（ちょうふけいさつしょ）は、山口県警察が管轄する警察署の一つ。

## 所在地
- 山口県下関市長府才川1丁目44番45号

## 管轄区域
- 山口県下関市の長府地区、王司地区、清末地区、小月地区、王喜地区、

吉田地区、内日地区、豊田町区、菊川町区

## 沿革
- 1875年（明治8年）9月 赤間関警察出張所豊浦巡査駐屯所を設置。
- 1877年（明治10年）2月 赤間関警察署豊浦分署に改称。
- 1877年（明治10年）12月 豊浦警察署に改称。
- 1948年（昭和23年）3月7日 下関市東警察署に改称。
- 1954年（昭和29年）7月1日 長府警察署に改称。
- 1955年（昭和30年）7月1日 厚狭郡王喜村・吉田村が下関市（当時）に編入合併されたため、厚狭警察署より同区域を移管。
- 2007年（平成19年）4月 豊田警察署を長府警察署に統合。豊田署は豊田幹部交番となった。これにより、豊田町・菊川町を管轄に編入。また、勝山地区を下関警察署に移管。

## 幹部交番
- 豊田幹部交番（下関市豊田町大字殿敷1893-8）

## 交番
（）の中は所在地。
- 小月交番（下関市小月駅前1丁目3-21）
- 長府駅前交番（下関市長府松小田本町4-12）
- 城下町長府交番（下関市長府黒門東町9-6）
- 菊川交番（下関市菊川町大字下岡枝134-3）

## 駐在所
（）の中は所在地。
- 吉田警察官駐在所（下関市大字吉田1213-9）
- 内日警察官駐在所（下関市大字内日下1023-3）

## 警察官連絡所
（）の中は所在地。
- 王喜連絡所（下関市王喜本町2丁目）
- 楢崎連絡所（下関市菊川町大字吉賀）
- 豊田中連絡所（下関市豊田町大字八道）
- 百合野連絡所（下関市豊田町大字大河内）